# أو تي آر-23 أوكا
أو تي آر-23 أوكا ( الروسية: OTP-23 «Ока»؛ سمي على اسم نهر أوكا) كان صاروخًا باليستيًا ميدانيًّا متنقلًا ( الروسية: оперативно-тактический ракетный комплекс) نشره الاتحاد السوفيتي بالقرب من نهاية الحرب الباردة لتحل محل صاروخ آر-17 إلبروس القديم. أعطته إدارة الصواريخ والمدفعية السوفيتية اسم 9K714 وحمل لقب نداء الناتو SS-23 Spider. أدى إدخال صاروخ أوكا إلى تعزيز القدرات النووية الميدانية السوفيتية تعزيزًا كبيرًا حيث سمح مداه ودقته ليس فقط بضرب أهداف الناتو المحصنة مثل المطارات وأنظمة توصيل الأسلحة النووية ومراكز القيادة، ولكن أيضًا الأهداف المتحركة. كما كان له وقت رد فعل سريع، حيث كان قادرًا على إطلاق النار في حوالي خمس دقائق، وكان من المستحيل تقريبًا اعتراضه، مما يسمح له باختراق الدفاعات.

## التطوير
خلال منتصف الستينيات، بدأ السوفيت في تطوير بديل لصاروخ آر-17 إلبروس (الاسم الذي أطلقه حلف شمال الأطلسي على الصاروخ: إس إس -1سي سكود بي)، والذي كان يعاني من بعض العيوب الخطيرة بما في ذلك بطء وقت الإطلاق، والوقود الخطير  وضعف الدقة. بعد البدء ببعض مفاهيم التصميم في عام 1965-1971، بدأ تطوير صاروخ 9M714 في عام 1972 في مكتب تصميم صناعة الآلات في كولومنا بقيادة سيرجي نيبوبيديمي، وهو نفس مكتب التصميم الذي طور أو تي آر-21 توتشكا. صُمم 9M714 كنسخة ذات مدى ممتد من توتشكا، مستخدمًا الوقود الصلب الذي يمكن تحميله وإطلاقه بسرعة بواسطة طاقم أصغر ومركبات دعم أقل. يمكن تجهيز صاروخ أوكا للإطلاق في أقل من 30 دقيقة  مقارنة بصاروخ سكود-بي، الذي يستغرق تجهيزه للإطلاق حوالي 90 دقيقة.

## الوصف
استخدم صاروخ 9K714 Oka منصة إطلاق ونقل 9P71 مبنية على هيكل شاحنة BAZ-6944 8×8 وكان الصاروخ محاطًا بالكامل أثناء التنقل، وهو ما لم يوفر فقط بعض الحماية ضد هجمات العدو، بل أبقى الصاروخ أيضًا تحت درجة حرارة محكومة. كان منصة الإطلاق والنقل بطول 11.76 م (38.6 قدم) وعرض 3.13 م (10.3 قدم)، وعندما تم تحميلها بالكامل كان إجمالي كتلتها 24,070 كـغ (53,070 رطل). كانت سرعة الطريق المقدرة للطراز 9P71 تبلغ 60 كم/س (37 ميل/س)كانت برمائية ووفرت الحماية النووية والبيولوجية والكيميائية للطاقم. قُدمت مركبة إعادة تحميل مماثلة لمنصة الإطلاق والنقل، تحت تسمية 9T230.
استخدم الصاروخ 9M714 محركًا يعمل بالوقود الصلب بمرحلة واحدة مع أربع فوهات عادم. كان نظام التوجيه بالقصور الذاتي من TsNIIAG مع جهاز حاسوب رقمي على متن الصاروخ، مقترنًا بنظام توجيه راداري نشط، مما يمنح الصاروخ خطأ دائريًا محتملًا يبلغ 30 م (98 قدم). يمكنه أن يحمل رؤوس حربية تقليدية شديدة الانفجار (9M74F)، أو ذخائر عنقودية (9M74K)، أو كيميائية، أو نووية (9M63). حصلت الصواريخ المجهزة بالرأس الحربي النووي على تسمية 9M714B وكانت كتلة الرأس الحربي 772 كـغ (1,702 رطل)، في حين سُميت الصواريخ المجهزة بالرؤوس الحربية العنقودية باسم 9M714K، في حين كان الرأس الحربي يحتوي 95 ذخيرة فرعية وكتلة 716 كـغ (1,579 رطل). وتضمنت معاهدة الصواريخ النووية متوسطة المدى صورًا تشير إلى أن الصاروخ 9M714 يمكن أن يكون مزودًا برأس حربي يخترق الأرض ويمكنه حمل حمولة شديدة الانفجار نووية أو تقليدية. وكان مدى الصاروخ لا يقل عن 50 كـم (31 ميل) ونطاق أقصى يزيد عن 500 كـم (310 ميل)، على الرغم من أن بعض التقارير اقترحت نطاقًا يتراوح بين 480 كـم (300 ميل).

## المشغلون

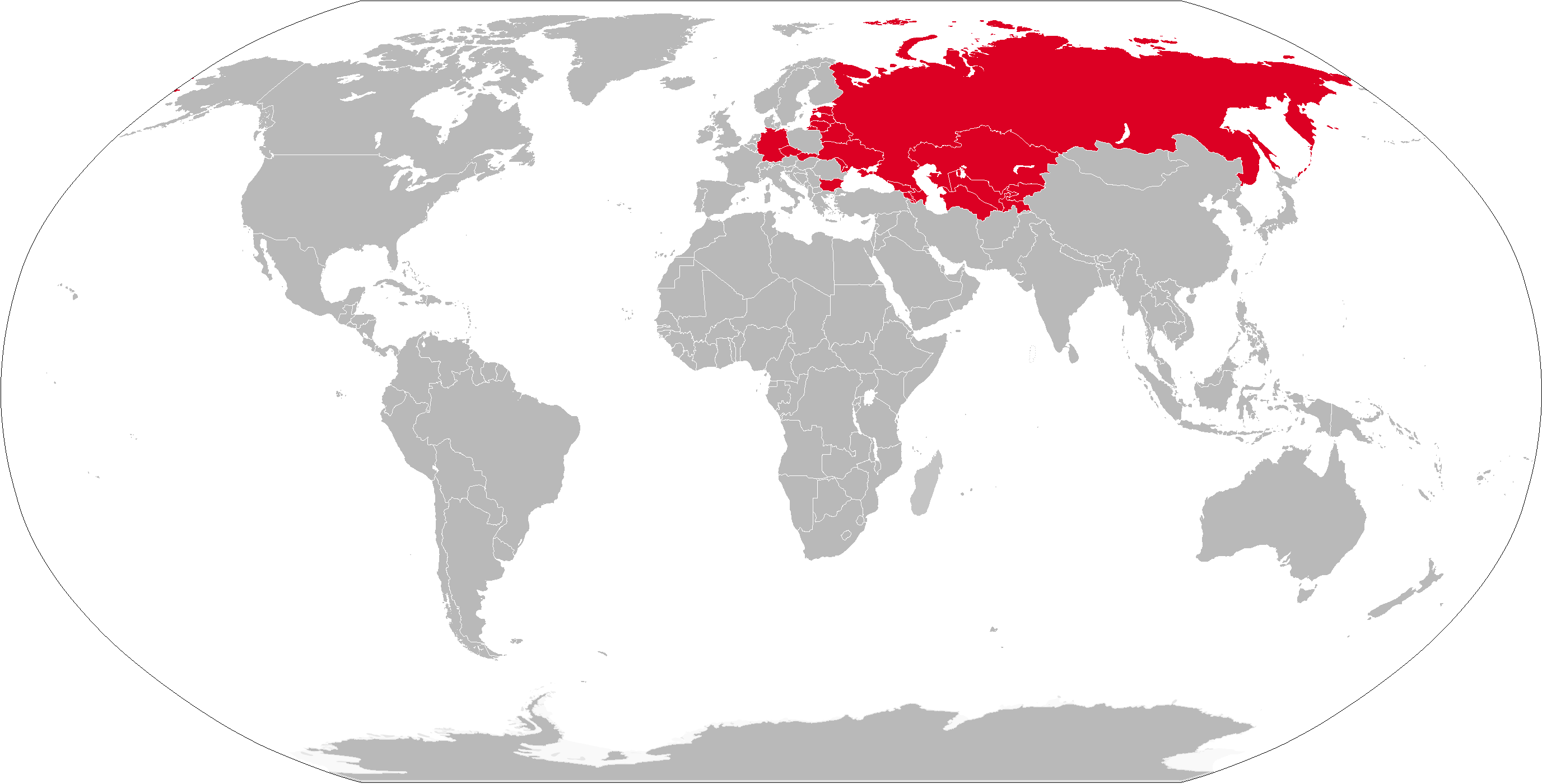
خريطة توضح مشغلي أو تي آر-23 السابقين باللون الأحمر

### المشغلون السابقون
بلغاريا
خرج من الخدمة في 2002
 جمهورية التشيك
خرج من الخدمة عقد التسعينيات
 تشيكوسلوفاكيا
وُرث إلى الدول اللاحقة
 ألمانيا الشرقية
خرج من الخدمة في التسعينيات، قبل وقت قصير من إعادة توحيد الألمانيتين
 سلوفاكيا
خرج من الخدمة في 2000
 الاتحاد السوفيتي
خرج من الخدمة وفقًا لاتفاقية الصواريخ النووية متوسطة المدى

### كتب
- Lennox، Duncan، المحرر (2003). Jane's Strategic Weapons Systems (ط. 38th). Surrey: Jane's Information Group. ISBN:978-0-7106-0880-2.
- Zaloga, Steven J. (2013). Scud Ballistic Missile and Launch Systems 1955–2005 (بالإنجليزية). Bloomsbury Publishing. ISBN:978-1-4728-0306-1. Archived from the original on 2022-06-25.

1. ↑  The red fuming nitric acid oxidizer used on the Scud-B is extremely corrosive, reacting violently in contact with human flesh, requiring Scud crews to wear hazmat suits when fueling the missiles.[2]
2. ↑  According to Lennox, the Oka had an estimated reaction time of 5−10 minutes.[3]